# Brochów (przystanek kolejowy)
Brochów – wąskotorowy przystanek osobowy w Brochowie-Kolonii, w gminie Brochów, w powiecie sochaczewskim, w województwie mazowieckim, w Polsce. Został otwarty w dniu 18 września 1922 roku razem z linią z Sochaczewa do Tułowic.